# Cubièireta
Cubièireta (en francès Cubiérettes) és un municipi francès situat al departament del Losera i a la regió d'Occitània.